# Weißenborn-Lüderode
Weißenborn-Lüderode è una frazione del comune tedesco di Sonnenstein, in Turingia.

## Storia
Weißenborn-Lüderode costituì un comune autonomo fino al 1º dicembre 2011.